# Orthotrichum subexsertum
Orthotrichum subexsertum är en bladmossart som beskrevs av W. P. Schimper och C. Müller 1858. Orthotrichum subexsertum ingår i släktet hättemossor, och familjen Orthotrichaceae. Inga underarter finns listade i Catalogue of Life.